# Molophilus (Austromolophilus) diversistylus
Molophilus (Austromolophilus) diversistylus is een tweevleugelige uit de familie steltmuggen (Limoniidae). De soort komt voor in het Australaziatisch gebied.